# Michael Howard (politico)
Michael Howard, barone Howard di Lympne (Gorseinon, 7 luglio 1941), è un politico e nobile britannico membro del Partito Conservatore.
Ha ricoperto la carica di capo del partito conservatore e leader dell'opposizione dal novembre 2003 al dicembre 2005. In precedenza aveva ricoperto incarichi di gabinetto nei governi di Margaret Thatcher e John Major, tra cui il Segretario di Stato per l'occupazione, il Segretario di Stato per l'ambiente e ministro dell'Interno.

## Biografia
Michael Howard nacque a Gorseinon, nel Galles del sud. Studiò presso Peterhouse, a seguito della quale entrò a far parte dei giovani conservatori. Nel 1964 fu chiamato alla sbarra e divenne consulente della Regina nel 1982. Divenne un membro del Parlamento (MP) con le elezioni generali del 1983, rappresentando il collegio elettorale di Folkestone e Hythe. Questo ha portato rapidamente alla promozione e Howard è diventato Ministro degli enti locali nel 1987. Sotto John Major (1990-1997), ha ricoperto diversi incarichi di gabinetto tra cui il Segretario di Stato per l'occupazione (1990-1992) e Ministro dell'Interno (1993-1997).
Dopo la sconfitta del partito conservatore alle elezioni generali del 1997, Howard senza successo concorso per la posizione di leader del partito conservatore e ricoperto le cariche di ministro degli Esteri ombra (1997-1999) e Cancelliere ombra dello Scacchiere (2001-2003). Nel novembre 2003, dopo la mozione di sfiducia del partito conservatore nei confronti del proprio leader Iain Duncan Smith, è stato eletto all'unanimità. Alle elezioni generali del 2005 i conservatori ottennero 33 seggi in più a Westminster, pur rimanendo in minoranza. A seguito delle elezioni, Howard è dimesso da leader del partito conservatore e gli è succeduto David Cameron. Howard è entrato nella Camera dei lord come Barone Howard Lympne.